# Ganggrab Drysagerdys
Das Ganggrab Drysagerdys (auch Rævehøj genannt) südöstlich von Dalby Huse ist ein Doppelganggrab (dänisch dobbeltjættestue) in einem etwa 1,5 m hohen Resthügel im Hornsherred auf der dänischen Insel Seeland. Das Ganggrab ist eine Bauform jungsteinzeitlicher Megalithanlagen, die aus einer Kammer und einem baulich abgesetzten, lateralen Gang besteht. Diese Form ist primär in Dänemark, Deutschland und Skandinavien, sowie vereinzelt in Frankreich und den Niederlanden zu finden. Eine der beiden Kammern hat eine Nebenkammer (dänisch bikammer), was bei den 57 erhaltene Doppelganggräbern Dänemarks äußerst selten (Gundestrup 2) ist.

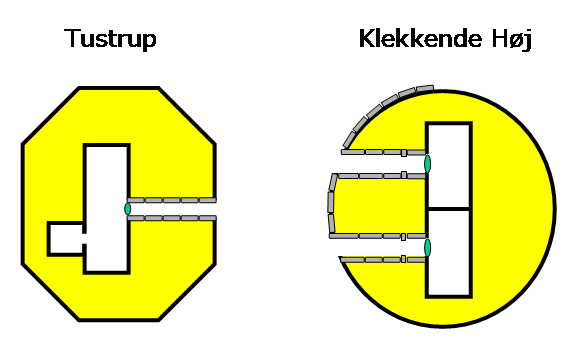
Grundrissschema – Doppelganggrab rechts; Nebenkammer links

Die Nord-Süd orientierten Kammern gehören zu den größten Dänemarks, liegen nebeneinander und haben zwei gemeinsame Tragsteine. Das Ganggrab entstand zwischen 3500 und 2800 v. Chr. als Megalithanlage der Trichterbecherkultur (TBK).
Das Ganggrab ist neben Listrup (mind. 13 m) auf Falster, Kong Svends Høj (12,3 m) auf Lolland, Gundestrup 2 (12,0 m) Rævehøj von Vester Egesborg (11,5) m und Birkehøj (11 m) beide auf Seeland, sowie Jordehøj und Kong Asger Høj auf Møn und Mårhøj auf Fünen (je 10 m) eines der größten Ganggräber Dänemarks. In Schweden gibt es längere Kammern nur im Falbygden (z. B. Ragnvalds Grab mit 16 Metern). In Deutschland (De hoogen Steener mit 28 m) und in den Niederlanden (z. B. D27 in Borger mit 22,5 m und Havelte 1 mit 18,0 m) sind die so genannten Emsländischen Kammern teilweise wesentlich länger.

## Die Nordkammer
Die rechteckige Nordkammer ist etwa 13,2 m lang und 1,8 m breit. Sie wurde aus 26 Tragsteinen errichtet. Von den Decksteinen der Kammer sind nur drei erhalten. Der nur teilweise erhaltene Gang besteht aus vier Tragsteinen und ist etwa 2,5 m lang und 0,7 breit. In der Mitte der Westseite der Kammer, gegenüber der Gangmündung, liegt die in Resten erhaltene Nebenkammer. 

## Die Südkammer
Die rechteckige Südkammer ist etwa 11,8 m lang und 1,8 m breit. Sie besteht aus 15 Tragsteinen und vier erhaltenen Decksteinen. Der nur teilweise erhaltene, mittig anschließende Gang besteht aus vier Tragsteinen und ist etwa 1,4 m lang und 0,5 breit.
Es wurden kaum Funde gemacht.
In der Nähe liegen das Ganggrab von Vellerup und das Großsteingrab Klingerbakke.